# Aqüeducte de Tapioles
L'Aqüeducte de Tapioles o Aqüeducte del Vallès II és un monument d'aigua del arquitecte Josep Mas i Vila que formava part de les conduccions que bastien d’aigua a Barcelona a cavall dels segles XIX i XX.
Ubicat al vessant oriental de Collserola al terme municipal de Montcada i Reixac, transportava aigua des del àrea del torrent de Tapioles. Construït a la segona meitat del segle xix va estar operatiu fins a mitjans del segle xx, quan el sistema va quedar obsolet.

## Descripció
Es tracta d'un aqüeducte salvant el torrent del Cargol amb tres arcs adovellats de mig punt d'alçada variable que suporta una canalització d'aigua a la part superior, tapada amb volta de maó. Està catalogat com part dels edificis de captació i proveïment d'aigua a la ciutat de Barcelona, bastits entre el segle XVIII i XIX.
L'aqüeducte està amagat entre l'arbreda i la vegetació. S'hi accedeix des del carrer al Cementiri de Collserola. Es troba a cavall del Tanatori de Collserola i de l'autopista C-58.

## Història
L'obra fou impulsada per Andreu Mari, un empresari amb drets d'aigua a les rieres de Ripoll i Caldes i finançat pel banquer Manel Girona. Es creà l'anomenada “Empresa de Aguas del Bajo Vallés”, que s'encarregava del subministrament d'aigua entre els anys 1861 i 1881.
Durant el segle xx, l'aqüeducte depenia de la Societat General d'Aigües de Barcelona, que explotà el canal fins a mitjans dels anys 50.